# Urin

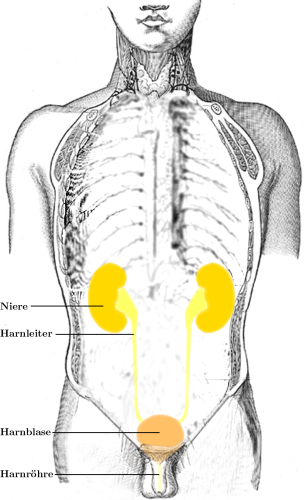
Harnwege des Mannes

Der Urin (lateinisch urina, altgriechisch οὖρον oúron), auch Harn genannt, ist ein flüssiges bis pastöses Ausscheidungsprodukt der Wirbeltiere. Er entsteht in den Nieren und wird über die ableitenden Harnwege nach außen geleitet. Die Ausscheidung des Urins dient der Regulation des Flüssigkeits- und Elektrolythaushalts sowie der Beseitigung von Stoffwechselabbauprodukten (Metaboliten), insbesondere der beim Abbau von Proteinen und Nukleotiden entstehenden Stickstoffverbindungen. Die wichtigsten sind Harnstoff, Harnsäure und Kreatinin. Man bezeichnet sie auch als harnpflichtige Stoffe. Die Gesamtheit der im Harn nachweisbaren Metaboliten wird als Urin-Metabolom bezeichnet.
Menschlicher Urin ist eine zumeist gelbe Flüssigkeit. Zahlreiche Krankheiten wirken sich auf seine genaue Zusammensetzung aus, über die eine Urinuntersuchung Aufschluss gibt.
Die natürliche Harnentleerung wird in der Medizin Miktion genannt. In der Allgemeinsprache existieren neben „Urinieren“ und „Wasserlassen“ viele weitere Synonyme.

## Etymologie
Das Wort Urin geht auf lateinisch urina zurück. Mit der Bedeutung ‚Harn‘ ging das lateinische Wort, nachdem die Medizinschule von Salerno im Hochmittelalter die Harnuntersuchung als diagnostische Methode entwickelt hatte, aus der Sprache der Ärzte in viele europäische Sprachen über. Altfranzösisch urine ist bereits im 12. Jahrhundert belegt, urine im Englischen erst um 1325 (urinal in der Bedeutung ‚Gefäß für Harnuntersuchungen‘ hier jedoch schon um 1275). Im Deutschen wurde der Begriff erstmals im 15. Jahrhundert – also im Frühneuhochdeutschen – verwendet. Seither hat das Wort die älteren deutschen Bezeichnungen zunehmend verdrängt.
Das ältere deutsche Wort Harn ist seit dem Althochdeutschen bezeugt und unverändert in Gebrauch, allerdings nur im Hochdeutschen. Andere regionale Bezeichnungen sind häufig tabuisiert oder gelten gemeinsprachlich oft als anstößig. Dazu zählen die oberdeutschen Ausdrücke Brunz (vgl. auch Brunnen als Euphemismus im 16. Jahrhundert für Harn) und Seich, das ursprünglich niederdeutsche Wort Pisse oder kindersprachlich Pipi, ebenso Schiffe und österreichisch kindersprachlich Lulu (auf der zweiten Silbe betont).

## Geschichte
Um die Wende vom 6. zum 7. Jahrhundert verfasste Alexander von Tralleis eine Abhandlung über den Urin. Petrus Pomarius Valentinus veröffentlichte 1476 sein Buch Articella mit fünf Kapiteln, darunter der Aufsatz Liber de urinis (‚Buch vom Urin‘; wörtlich: ‚Buch über die Urine‘) von Theophilus Protospatharius (7. Jahrhundert).

### Theorien der Harnbereitung
Die Theorien der Harnbereitung („Erklärung der Harnabsonderung“ und damit die Erklärungsversuche für Anurie, Oligurie und Polyurie) haben eine lange Geschichte.
Leonhart Fuchs (1501–1566) erkannte die paarige Niere als Sieb oder Filter. Andreas Vesalius (1514–1564) veröffentlichte 1543 in Basel in seinen sieben Büchern De humani corporis fabrica libri septem auf Seite 515 im fünften Buch eine offenbar symbolische Abbildung des Filters in der Niere (membrana cribri modo ‚Membran wie ein Durchschlag‘, horizontal über die gesamte Nierenbreite mit etwa 50 Löchern). „Mit diesem Bild veranschaulicht Vesal die wegen ihrer anatomischen Unhaltbarkeit von ihm angegriffene These, daß die Niere durch ein Sieb in zwei Hälften getrennt sei.“
John Blackall (1771–1860) hielt die Nieren für Drüsen mit einer elektiven Kraft, „die in der Lage ist, was immer dem Blute schädlich ist, davon abzutrennen.“ Der österreichische Anatom Josef Hyrtl (1810–1894) bezeichnete eine Niere analog als Seihe („seyhe“, Seiher) oder Sieb. Friedrich August Walter sprach im Jahr 1800 allgemein vom „Absonderungsgeschäft der Niere“ beziehungsweise vom „Absonderungsgeschäft des Harns“.
William Bowman (1816–1892) behauptete noch 1842 irrtümlich, die glomerulären Kapillargefäße scheiden Wasser aus, welches die von den Tubuli sezernierten festen Stoffe wegspüle. August Pütter stellte 1926 seine „Dreidrüsentheorie der Harnbereitung“ vor; er postulierte die Existenz von Stickstoffdrüsen, Salzdrüsen und Wasserdrüsen ohne Übereinstimmung mit der glomerulären Filtration, der tubulären Sekretion und der tubulären Rückresorption. Vielmehr findet nach August Pütter der Stoffaustausch in der Niere durch Invasion, Resorption, Evasion und Exkretion oder Sekretion statt. Nach der Lehre des Moskauer Mediziners K. Buinewitsch werden Wasser und Kochsalz durch die Tubuli und die übrigen Harnbestandteile durch die Glomeruli ausgeschieden.

### Alte Bezeichnungen
Früher unterschied man: Recrementa vesicae = Retrimenta vesicae = Blasenurin, Urina diabetica = der Harnruhrharn, Urina pericardii = Liquor pericardii = Aqua pericardii = das Herzbeutelwasser, Urina jumentosa = Urina jumentaria = gelblicher Lasttierharn und Urina spastica = Polyurie zum Beispiel bei Migräne, Epilepsie, Gemütserregungen, Angina pectoris, Nierenkolik, Gallenkolik, paroxysmaler Tachykardie, beim Phäochromozytom, bei hysterischen Anfällen sowie nach Commotio cerebri und Infektionskrankheiten.
Die Bezeichnung Urina jumentosa (zu lateinisch iumentum ‚Zugtier, Lasttier‘) für einen „trüben pferdeharnähnlichen Urin bei verschiedenen Krankheiten“ findet sich noch im aktuellen Medizin-Duden. Statt von einer Urina spastica sprach man früher auch vom Nierenasthma und meinte damit eine „funktionelle Neurose bei vegetativer Stigmatisation mit anfallsweisen spastischen Kontraktionen der Nierengefäße beziehungsweise mit einer Adynamie des Nierenbeckens und des Harnleiters, die zuerst zu einer schmerzhaften Oligurie und danach zu einer starken reaktiven Diurese“ führe.

### Harnzeitvolumen
Für jede einzelne Niere ist der Urinfluss gleich der Differenz der Blutflüsse in Nierenarterie (Arteria renalis als Vas afferens) und Nierenvene (Vena renalis als Vas efferens).
Die Urinproduktion von Mensch und Säugetier ist also die Summe beider Differenzen aus renalem Blutzufluss und renalem Blutabfluss. Außerdem ist die Urinproduktion gleich der Differenz zwischen glomerulärer Filtration und tubulärer Rückresorption. Diese beiden Erklärungen sind seit mehr als einhundert Jahren bekannt, werden aber kaum publiziert. Allgemein wurde dieses Urinzeitvolumen (auch Harnzeitvolumen genannt) als die Menge an Urin definiert, die in einem bestimmten Zeitintervall – in der Regel in 24 Stunden oder pro Minute – produziert oder ausgeschieden wird.
Carl Ludwig (1816–1895) schrieb 1856: „Die Grenzen, innerhalb der bei gesunden Erwachsenen das tägliche Harnwasser variirt, liegen zwischen 500 und 25.000 Gramm. Nach Becquerel [1814–1862] und Vogel [1814–1880] liegt bei jungen Männern das Tagesmittel zwischen 1200 bis 1600 Gramm.“ „Ein erwachsener, gutgenährter, nicht mehr als nöthig trinkender Mann entleert täglich 2–3 Liter.“ Das schrieb der Brockhaus noch 1866.
Normalerweise scheidet heutzutage ein gesunder erwachsener Mensch zirka 1,5 bis zwei Liter Urin am Tag aus, etwa 200 bis 400 Milliliter (ml) pro Blasenentleerung. „Allgemeine Richtlinien zur Steinverhütung“ der Urologen empfehlen Erwachsenen eine „Harnverdünnung [mit] Steigerung der täglichen Flüssigkeitszufuhr, so dass eine Urinausscheidung von mindestens anderthalb Litern in 24 Stunden erreicht wird.“
Eine andere Definition des Harnzeitvolumens bezieht sich auf den maximalen Harnfluss in der Mitte der Miktion bei der Uroflowmetrie ebenfalls mit der Dimension Volumen pro Zeitintervall.
Bei der Uroflowmetrie werden heutzutage bei jedem Miktionsvorgang unterschieden das Miktionsvolumen mit der Einheit ml als Integral der Harnflussrate (Fläche unter der Kurve), die Harnflussrate als erste Ableitung des Miktionsvolumens nach der Zeit mit der Einheit ml/s und die Miktionsbeschleunigung als zweite Ableitung des Miktionsvolumens nach der Zeit (beziehungsweise als erste Ableitung der Harnflussrate nach der Zeit) mit der Einheit ml/s². Das Harnzeitvolumen nach neuer Definition ist das Maximum der Harnflussrate am Ende der Flussanstiegszeit mit der Einheit ml/s; es entspricht dem Nullpunkt der Miktionsbeschleunigungskurve mit der Einheit ml/s².

### Glomerulum und Tubulus
Die glomeruläre Filtrationsrate (GFR) hat keinen direkten Einfluss auf den Volumenhaushalt. Die tubuläre Rückresorptionsrate (TRR) reguliert den Salz- und Wasserhaushalt im Rahmen eines vielschichtigen kybernetischen Regelkreises. Diese Regulation oder Modulation erfolgt im RAAS-System (RAS) des juxtaglomerulären Apparats. Mittels des antidiuretischen Hormons (ADH, Vasopressin) wird über Osmorezeptoren im Hypothalamus die Wasserausscheidung am Sammelrohr kontrolliert, um die Serumosmolarität konstant zu halten. Ebenso beeinflussen die Hormone ANP und BNP die Tubulusfunktion im Sinne einer Vergrößerung des Harnzeitvolumens. Der BNP-Plasmaspiegel gilt darüber hinaus als ein objektives Maß für die Schwere einer Herzinsuffizienz. Auch andere Hormone besonders der Nebenniere (Nebennierenrindenhormone) beeinflussen die Urinproduktion über Veränderungen der tubulären Rückresorption.

### Tubuläre Rückresorption
Die „Wasserrückresorption und die Harnkonzentrierung“ erfolgen in den Nierentubuli. Diesbezüglich formulierten 1942 Werner Kuhn das Haarnadelgegenstromprinzip und Gottschalk und Mylle bewiesen die Hypothese in vivo mittels Mikropunktion 1959. Entscheidend war der mikrokryoskopisch erbrachte Nachweis der Hypertonizität der Nierenpapille.
Die Glomeruli filtrieren passiv, die Tubuli resorbieren aktiv. Die Tubuli entscheiden damit über die Harnpflicht der im Primärharn vorhandenen Stoffe und bilden so den eigentlichen Sekundärharn. Die Anurie ist also im Zweifel ein Zeichen einer guten Tubulusfunktion und kein Zeichen einer schlechten Glomerulusfunktion. Insofern ist die glomeruläre Filtrationsrate (GFR) bei der Oligoanurie kein Maß für die filtrative Nierenleistung. Darüber hinaus kann die GFR bei jeder kompensatorisch gesteigerten tubulären Rückresorption valide nur mittels der Serumkonzentration von Cystatin C bestimmt werden. Dafür gibt es zahlreiche GFR-Schätzformeln; die einfachste lautet GFR = 80/Cys.

### Blutgefäße im Nierenparenchym
Sowohl die Resorption vom Tubulus in die Nierenvene als auch die Sekretion von der Nierenvene in den Tubulus können nur bei parallelen Verläufen von Tubuli und Nierenvenen erfolgen. Je geringer der Abstand dieser beiden Leitungsbahnen ist, desto leichter kann der wechselseitige Austausch von Wasser und Elektrolyten erfolgen. Eine entsprechende schematische Zeichnung stammt von Frank Henry Netter.
Beiderseits der Henleschen Schleifen finden sich Arteriolae rectae verae und Venulae rectae. Den entstehenden Gefäßkomplex nennt man Rete mirabile. Die kleinsten parallel zum Tubulus verlaufenden arteriellen und venösen Gefäße heißen Vasa recta. Das Gegenstück zum arteriellen Vas afferens ist das venöse Vas efferens. Netter kommt jedoch zu folgendem Ergebnis: „Der juxtamedulläre Kreislauf der Niere ist von funktionellem Interesse, wenn auch seine Bedeutung beim Menschen ungenügend geklärt ist.“ Andeutungsweise kommt die Parallelität von Vene und Tubulus auch in der nachfolgenden schematischen Darstellung zum Ausdruck.

## Mensch und andere Säugetiere

### Entstehung

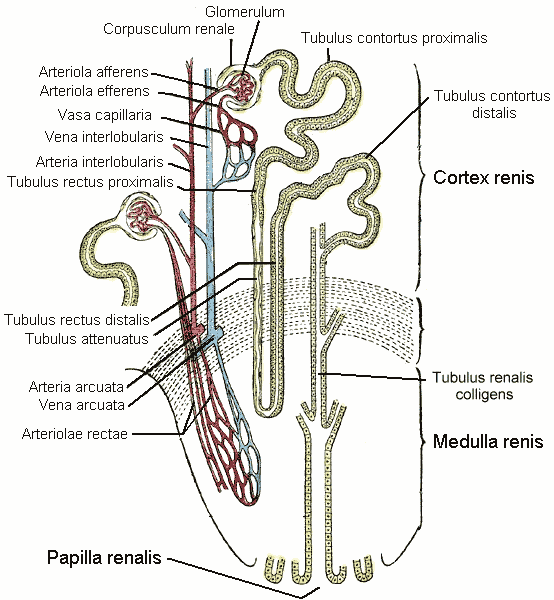
Schematische Darstellung des Feinbaus der Niere: Erkennbar sind die Glomeruli (Nierenkörperchen), in denen das Blut filtriert wird, und das System aus Tubuli, in denen der Harn konzentriert und dann gesammelt wird.

Urin entsteht in den Nieren zunächst als Ultrafiltrat des Blutplasmas. Blut fließt dabei durch die Nierenkörperchen (Corpuscula renalia). Wasser und gelöste Stoffe mit einem Durchmesser von weniger als 4,4 Nanometern (unter anderem Ionen und kleine ungeladene Proteine) werden dabei wie in einem Sieb filtriert und gelangen in das sich anschließende Röhrchensystem (Nierentubuli) des Nephrons, der funktionellen Untereinheit der Nieren. Die größeren Teilchen verbleiben im Blutkreislauf. Die so entstandene Flüssigkeit wird als Primärharn bezeichnet und enthält neben den zur Ausscheidung bestimmten Stoffen auch solche, die für den Körper wichtig sind, wie Glucose (Traubenzucker), Aminosäuren und Elektrolyte. Ein Erwachsener produziert täglich zwischen 180 und 200 Liter Primärharn.
In den darauffolgenden Tubuli und Sammelrohren werden aus dem Primärharn die wieder verwendbaren Inhaltsstoffe sowie etwa 99 Prozent des Wassers zurückgewonnen. Der übriggebliebene Endharn (=Urin), von dem ein gesunder Mensch täglich etwa 0,8 bis 2 Liter produziert oder 0,5 bis 1,5 ml pro kg Körpergewicht pro Stunde, fließt schließlich über das Nierenbecken und durch die Harnleiter in die Harnblase. Dort wird der Endharn gesammelt und anschließend durch die Harnröhre ausgeschieden.
Der Prozess der Harnproduktion und -ausscheidung durch die Nieren wird als Diurese bezeichnet. Mit verschiedenen medizinischen Maßnahmen kann darauf Einfluss genommen werden. Diuretika werden eingesetzt, um bei Nieren- und Herzerkrankungen das Harnvolumen zu erhöhen und damit sekundär das Blutvolumen zu senken, da dies wiederum eine verminderte Herzbelastung (Blutkreislauf, Vorlast der Herzkammern) zur Folge hat. Eine forcierte Diurese wird z. B. eingesetzt, um giftige wasserlösliche Stoffe aus dem Organismus durch eine vermehrte Ausscheidung zu entfernen. Einige Stoffe, wie Koffein oder Ethanol (Trinkalkohol), haben ebenfalls eine harntreibende Wirkung, da sie die Bildung des antidiuretischen Hormons (ADH) hemmen, das sonst in den Nierentubuli die Rückresorption von Wasser aus dem Primärharn bewirkt.

### Ausscheidung
- Beim Menschen wird eine Urinproduktion von > 2,5 l/Tag als Polyurie bezeichnet, eine geringe (< 100 ml/Tag) oder ganz fehlende Urinausscheidung als Anurie. Bei einer Menge von < 400–500 ml/Tag spricht man von einer Oligurie.
- Der Terminus Pollakisurie meint die überdurchschnittlich häufige Blasenentleerung mit jeweils nur geringen Harnmengen.
- Als Diabetes werden verschiedene Krankheiten unterschiedlicher Ursache bezeichnet, die wiederum einen erhöhten Harnfluss zur Folge haben.

Bezüglich der Harngewinnung für eine medizinische Untersuchung werden verschiedene Begriffe voneinander abgegrenzt. Neben dem durch eine Katheterisierung oder suprapubische Blasenpunktion gewonnenen Urin sind dies verschiedene Formen eines mittels einfacher Blasenentleerung gewonnenen Harns. Zeitlich festgelegt werden dabei:
- erster Morgenurin,
- zweiter Morgenurin,
- postprandialer Urin (meist zwei Stunden nach einer Mahlzeit),
- Sammelurin (meist als 24-Stunden-Harn).

Eine tageszeitlich nicht festgelegte Blasenentleerung wird als Spontanharn bezeichnet.

### Eigenschaften

Harnstoff – neben Wasser Hauptbestandteil von Urin

Urin dient zur Regelung des Flüssigkeitshaushalts sowie zur Entsorgung von Harnstoff, Harnsäure und anderen Stoffwechsel-Endprodukten. Ein gesunder erwachsener Mensch scheidet täglich etwa 20 Gramm Harnstoff aus.
Urin enthält ferner geringe Mengen an Zucker (Traubenzucker, Glucose). Ein erhöhter Glucosegehalt im Urin deutet auf Diabetes mellitus hin. Die Konzentration von Proteinen beträgt im Normalfall weniger als 2 bis 8 mg je 100 ml, die maximale Ausscheidung täglich 100 bis 150 mg, im Durchschnitt jedoch 40 bis 80 mg. Eine erhöhte Proteinausscheidung wird Proteinurie genannt. Die Proteine sind auch für die Bildung von Schaum auf dem Urin verantwortlich. Eine ungewöhnlich starke Schaumbildung ist somit auch ein Indiz für eine Nephropathie.
Viele weitere Substanzen wie Hormone oder Duftstoffe kommen in geringen Mengen im Urin vor. Die Geruchskomponenten lassen sich zuverlässig durch die GC-MS-Kopplung nachweisen.
Der pH-Wert des Urins liegt bei normaler Ernährung zwischen 4,6 und 7,5, also eher im sauren Bereich. Eine einzelne pH-Wert-Messung des Urins hat aber nur eine bedingte Aussagekraft, da der pH-Wert täglichen starken Schwankungen unterworfen ist. Eiweißreiche Ernährung verschiebt den pH-Wert in Richtung sauer, während Gemüse eine Verschiebung ins basische Milieu verursacht.
Die Dichte beträgt zwischen 1015 und 1025 g/l. Unter extremen Bedingungen (wie beispielsweise extrem hoher Flüssigkeitszufuhr oder andererseits Dehydration) kann sie zwischen 1001 und 1040 g/l schwanken. Gelöste Proteine oder Glucose können die Dichte des Urins erhöhen.
Die Osmolarität von Urin liegt typischerweise zwischen 600 und 900 mosmol/l. Urin ist dann hyperosmotisch bezogen auf Blutplasma (290–300 mosmol/l), das heißt, die Konzentration der gelösten Stoffe ist höher als im Blutplasma. Die Osmolarität kann aber in Abhängigkeit vor allem von Flüssigkeitszufuhr und Flüssigkeitsverlusten zwischen 50 und 1200 mosmol/l variieren (d. h., Urin kann hypo-, iso- oder hyperosmotisch bezogen auf Blutplasma sein).
Urin ist annähernd keimfrei. Entgegen der weit verbreiteten Ansicht, dass Urin beim gesunden Menschen in der Blase komplett steril sei, enthält er aber auch dort eine Vielzahl verschiedener Bakterien.
Da auch die untere Harnröhre nicht völlig keimfrei ist, enthält Urin beim Austritt bis zu 10.000 Keime pro Milliliter. Allerdings sind diese in der Regel gesundheitlich unbedenklich und indizieren in dieser geringen Konzentration insbesondere keine Antibiothika-Therapie. Zum Vergleich: Speichel enthält rund 100 Millionen Keime pro Milliliter.
Frischer Urin riecht nach Brühe, während abgestandener Urin aufgrund bakterieller Umwandlungsprozesse den stechenden Geruch von Ammoniak annimmt. Dabei wird der Harnstoff enzymatisch (Urease) in Ammoniak und Kohlendioxid umgewandelt und der ursprünglich eher neutral bis saure Urin wird basisch (pH-Wert ca. 9–9,2). Bei einer schweren Stoffwechselentgleisung im Rahmen eines Diabetes mellitus kann der Urin nach Aceton riechen, dies wird durch Ketoazidose (Ketokörper im Blut) verursacht. Auch bei akuten Krankheiten (Infektionen, Fieber) und nach dem Genuss bestimmter Nahrungsmittel kann der Urin einen atypischen Geruch aufweisen.
So tritt bei knapp der Hälfte der Menschen nach dem Verzehr von Spargel ein charakteristischer Geruch des Urins auf. Er ist auf den Abbau bestimmter Inhaltsstoffe des Spargels wie Asparagusinsäure zu S-Methyl-thioacrylat, zu dessen Methanthiol-Additionsprodukt S-Methyl-3-(methylthio)thiopropionat und anderem zurückzuführen. Die Fähigkeit zu diesem Abbau wird dominant vererbt.
Der Urin von Schwangeren enthält humanes Choriongonadotropin (hCG), ein in der Plazenta gebildetes Hormon, das für die Erhaltung der Schwangerschaft verantwortlich ist. Diesen Umstand macht man sich beim Schwangerschaftstest zu Nutze, der bei vorhandenem hCG eine Farbänderung zeigt.

### Färbung
Die gelbe Farbe des Urins entsteht durch sogenannte Urochrome wie die Bilirubin-Abbauprodukte Sterkobilin und Urobilin, die aus dem Abbau des Hämoglobins oder Blutfarbstoffs entstehen. Die Farbintensität hängt von der Konzentration der Urochrome im Urin ab. Hypertonischer (erhöhte Konzentration der gelösten Stoffe) Urin ist gelb oder – bei höherer Konzentration, beispielsweise als Folge von Dehydratation – gelb-orange, während geringer konzentrierter (hypotonischer Urin) hellgelb bis farblos ist.
Blutbeimengungen im Urin werden als Hämaturie bezeichnet und können den Urin rot färben. Ebenso tritt bei Porphyrie eine Rotfärbung auf.
Außerdem kann es bei manchen Menschen zu einer kurzzeitigen Rotfärbung des Urins kommen, ohne dass durch eine Wunde oder Entzündung Blut in den Harn gelangt, wenn die Person vermehrt Carotine oder Betanin (in Roter Bete) aufgenommen hat. Ob dies genetisch vererbt wird, ist unbekannt.
Zu einer rötlichen Urinverfärbung kann es zudem durch Anthracycline, Rifampicin, hochdosiertes Methotrexat und viele andere Medikamente kommen.
Ist der Harn gesättigt, so kommt es bei Abkühlung zu einer Ausfällung von Uraten und damit zu ziegelroter oder dunkel gelber Färbung. Bei Erwärmung verschwindet sie wieder.
Dunkel orange oder braun gefärbter Urin kann ein Hinweis auf eine Bilirubinurie und damit auf eine Gelbsucht (Ikterus) oder einen Morbus Meulengracht sein. Als Melanurie wird eine schwarze Färbung des Harns bezeichnet. Dieser enthält Melanogen, das an der Luft zu Melanin oxidiert. Melanurie kann beim Vorhandensein von Melanomen auftreten. Ebenfalls schwarzer oder dunkler Urin findet sich bei Alkaptonurie. Hier wird Homogentisat aufgrund eines Defekts oder Mangels des Enzyms Homogentisat-Dioxygenase mit dem Urin ausgeschieden. Dieser verdunkelt sich nach Kontakt mit der Luft. Auch einige Medikamente können eine Verfärbung des Urins bewirken.
Bräunlicher Urin tritt bei Myoglobinurie auf, zum Beispiel verursacht durch Rhabdomyolyse, oder auch bei Porphyrie.
Eine Grünfärbung des Urin kann durch Propofol ausgelöst werden. Propofol wird primär in der Leber abgebaut. Man nimmt an, dass phenolische Metaboliten den Urin grün färben können. Diese Metaboliten sind nicht nephrotoxisch. Auch Indomethacin, Amitriptylin, Cimetidin und Methylenblau können eine Grünfärbung des Urins auslösen. Ferner ein Verschlussikterus oder eine Pseudomonas-Infektion.

## Übrige Tiere
Einfache, den Nieren entsprechende Ausscheidungsorgane finden sich bereits bei den Wirbellosen. Die Ausscheidungsprodukte der Proto- und Metanephridien sowie der Malpighischen Gefäße werden zumeist ebenfalls als Harn bezeichnet.

### Amphibien
Auch Amphibien besitzen eine Opisthonephros ohne Henle-Schleifen und können daher keinen hyperosmolaren Harn produzieren. Die Stickstoffausscheidung erfolgt bei Kaulquappen über Ammoniak. Nach der Metamorphose erfolgt sie über Harnstoff, bei wüstenbewohnenden Amphibien und Makifröschen über Harnsäure (Uricotelie). Die Abgabe des Urins erfolgt in die Kloake, die über einen kurzen Verbindungsgang mit der Harnblase in Verbindung steht. Der dort gespeicherte Urin dient bei Amphibien vor allem als Wasserreservoir. Der ständige Wasserverlust über die Haut kann durch Rückresorption von Wasser aus dem Urin in gewissen Grenzen ausgeglichen werden.

### Fische
Das Ausscheidungsorgan der Fische ist eine modifizierte Urniere, Opisthonephros genannt. Die Urniere tritt bei Säugetieren nur vorübergehend beim Embryo auf. Das Nephron der Fische besitzt keine Henle-Schleife, die zur Konzentration des Urins benötigt wird. Deshalb können sie keinen hyperosmolaren Harn (größere Konzentration an gelösten Stoffen als im Blutplasma) produzieren. Bei einigen Fischarten (beispielsweise Seenadeln, Seeteufel, Antarktisdorsche) sind nicht einmal Nierenkörperchen ausgebildet (aglomeruläre Niere), bei ihnen entsteht der Harn nicht durch Ultrafiltration, sondern durch Sekretions- und Diffusionsvorgänge in den Nierenkanälchen.
Die Funktion und Zusammensetzung des Urins ist abhängig vom Lebensraum. Bei Süßwasserfischen wird viel Urin gebildet und dient vor allem der Eliminierung von überschüssigem Wasser. Elektrolyte kommen bei Süßwasserfischen nie im Überschuss vor, im Gegenteil, hier erfolgt eine aktive Aufnahme von einwertigen Ionen über das Epithel der Kiemen. Bei Meeresfischen sind dagegen die Verhältnisse umgekehrt. Bei ihnen wird nur wenig und im Vergleich zum Blut isoosmotischer Urin gebildet. Durch das Leben im Salzwasser sind Elektrolyte bei ihnen stets im Überschuss vorhanden, ihre Eliminierung erfolgt aber nicht über den Urin, sondern über die Rektaldrüsen (Knorpelfische) oder das Epithel der Kiemen (Knochenfische). Der Harn dient bei Meeresfischen also nicht der Osmoregulation, sondern nur der Ausscheidung zweiwertiger Ionen (wie Mg2+) und von überschüssigem Stickstoff. Interessant sind die Verhältnisse bei Wanderfischen (anadrome und katadrome Fische), die einen Teil des Lebens in Süß-, den anderen in Salzwasser verbringen. Hier kann über Hormone die Richtung des Elektrolytaustauschs in den Kiemen umgeschaltet werden: Durch Kortisol wird zur Anpassung an Salzwasser die Abgabe einwertiger Ionen, über Prolaktin deren Aufnahme zur Anpassung an Süßwasser ausgelöst.
Die Stickstoffverbindungen werden bei Knochenfischen zumeist als Ammoniak (Ammoniotelie) direkt über die Kiemen, bei einigen anderen Fischen, insbesondere bei den Knorpelfischen, auch als Harnstoff (Ureotelie) ausgeschieden. Zum Teil wird Stickstoff auch als Guanin in die Schuppen eingelagert, welches ihnen den metallischen Glanz verleiht.
Eine Harnblase und Harnröhre fehlt bei manchen Fischen, die Harnleiter münden in den Enddarm, die Harnröhre mit eigenem Porus, oder (selten) in eine Kloake usw.

### Reptilien
Reptilien besitzen wie alle Amnioten eine Nachniere (Metanephros). Im Gegensatz zu Vögeln und Säugetieren besitzen die Nephrone keine Henle-Schleife und können daher in der Niere keinen konzentrierten Harn produzieren. Die produzierte Harnmenge ist bei Reptilien gering (0,2 bis 5,7 ml pro kg Körpermasse und Stunde). Die Harnleiter münden wie bei Amphibien in die Kloake. Von der Kloake führt bei Echsen und Schildkröten ein kurzer Gang in die Harnblase (Harnbeutel), in der der Harn gespeichert werden kann. Schlangen besitzen keine Harnblase.
Der Urin ist bei Schildkröten flüssig. Bei den übrigen Reptilien wird er im Enddarm durch Wasserrückresorption eingedickt und ist daher breiartig bis pastös. Überschüssiger Stickstoff wird in Form von Harnsäure oder Guanin ausgeschieden. Für die Ausscheidung überschüssiger Elektrolyte ist der Urin der Reptilien von untergeordneter Bedeutung, ein Salzüberschuss wird über verschiedene Kopfdrüsen ausgeglichen: Orbitaldrüse (Meeresschildkröten, am Auge), Sublingual- oder Prämaxillardrüse (Schlangen), Zungendrüsen (Krokodile), Nasendrüse (Echsen).

### Vögel
Die Nachniere der Vögel steht zwischen der von Reptilien und Säugetieren, da neben Nephronen vom Reptilientyp (ohne Henle-Schleife) auch Nephrone vom Säugetiertyp auftreten, so dass Vögel zur Bildung eines hyperosmolaren Harns befähigt sind. Der Urin wird über den linken und rechten Harnleiter in den Mittelabschnitt (Urodeum) der Kloake abgegeben, eine Harnblase fehlt allen Vögeln.
Überflüssiger Stickstoff wird wie bei Reptilien in Form von Harnsäure oder Guanin ausgeschieden. Über eine negative Peristaltik gelangt der Urin in den Enddarm, wo ihm Wasser entzogen wird. Der Urin ist daher bei Vögeln pastös (hell) und es kommt zur Ausfällung von Harnsäurekristallen, die zusammen mit dem Kot (dunkler) ausgeschieden werden. Der stickstoffreiche Kot von Vögeln (Guano) wird auch als Düngemittel genutzt. Bei Vögeln mit entwickelten Blinddärmen (beispielsweise Hühnervögel) kann der konzentrierte Urin auch bis in die Blinddärme zurücktransportiert werden und dient der dort angesiedelten Darmflora als Stickstoffquelle. Überschüssige Elektrolyte (Kochsalz) werden bei Vögeln nicht nur über den Urin, sondern (wie bei Echsen) auch über die Nasendrüse ausgeschieden, ein Mechanismus, der für die Aufrechterhaltung der Osmolarität vor allem bei Meeresvögeln von Bedeutung ist.

## Urinuntersuchung

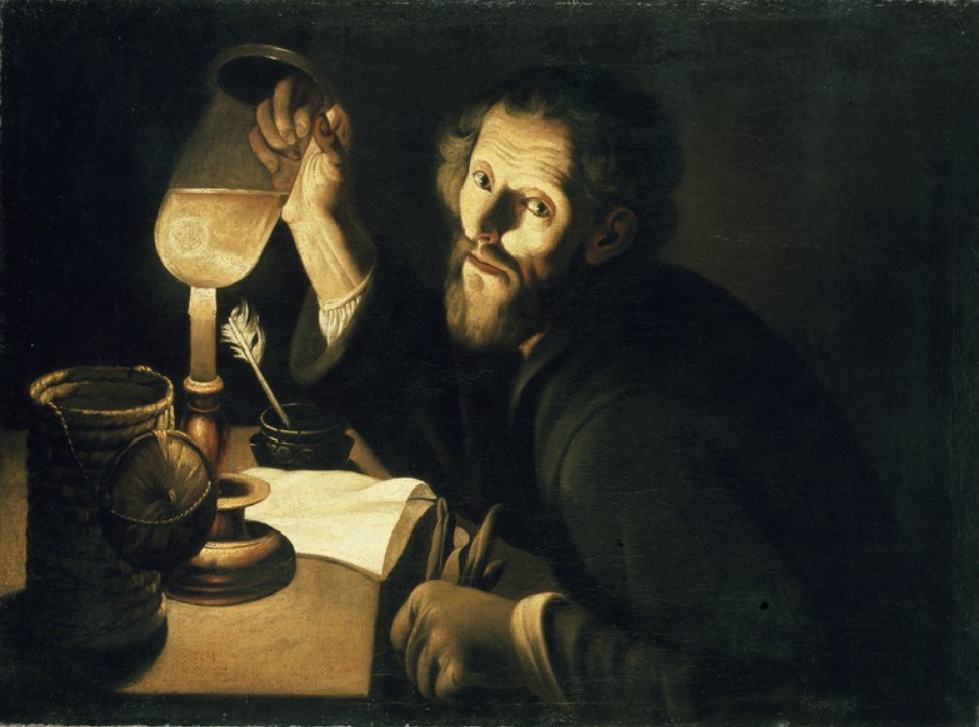
Arzt untersucht Urin, Gemälde 16./17. Jahrhundert

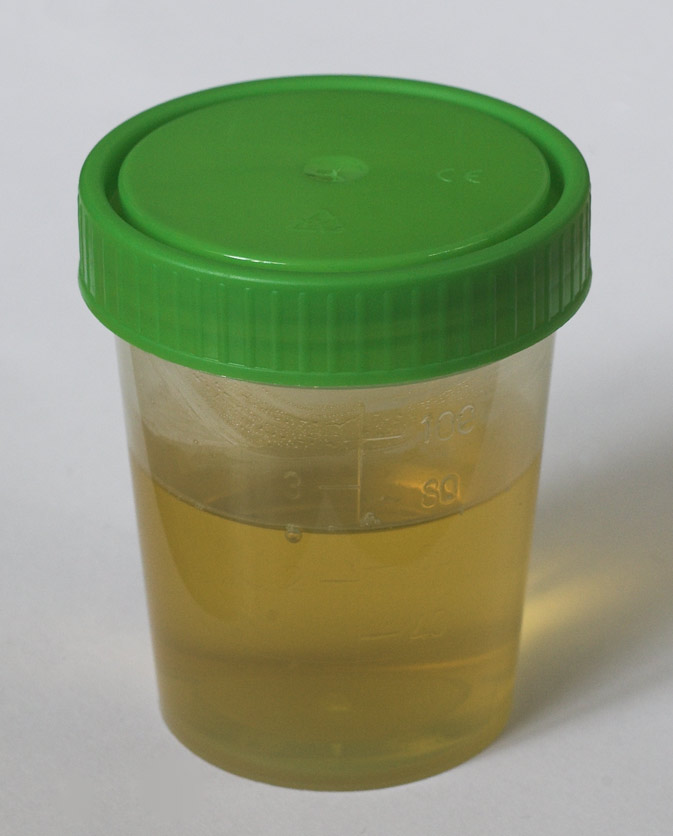
Urinbecher mit Schraubverschluss

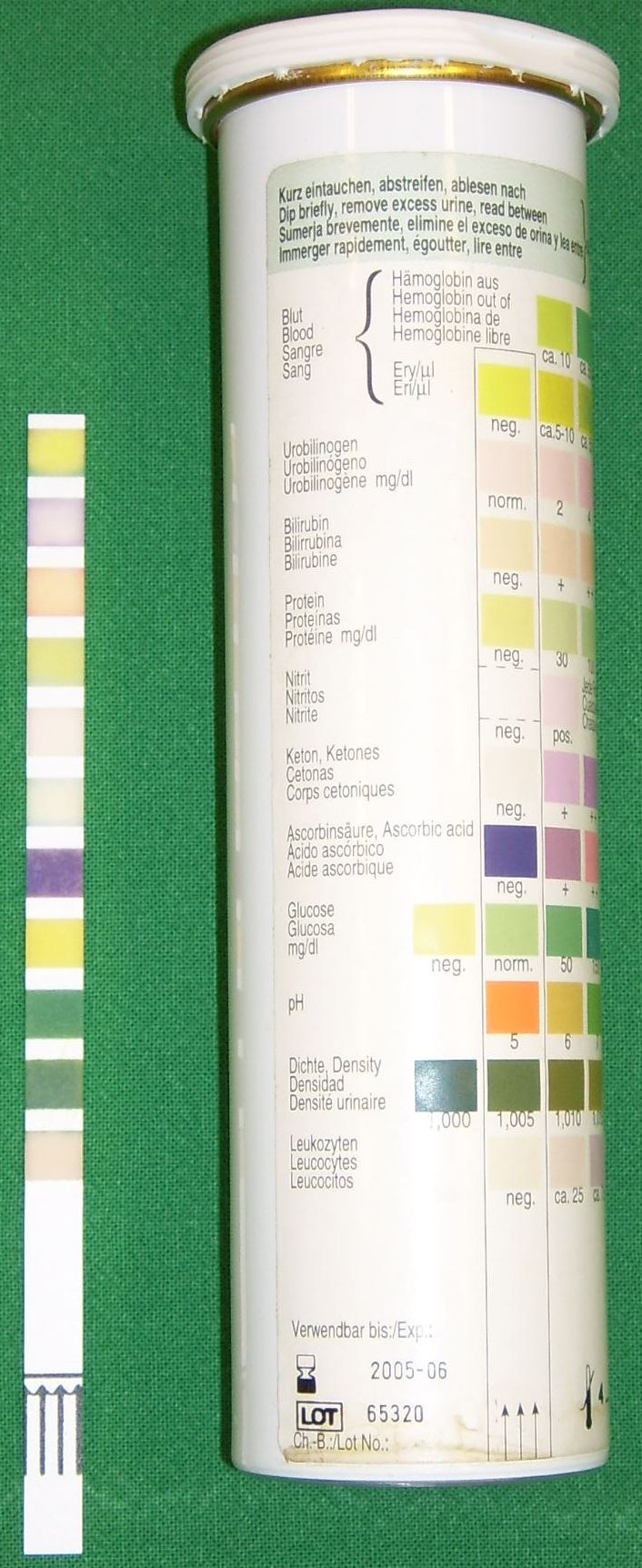
Urin-Schnelltest

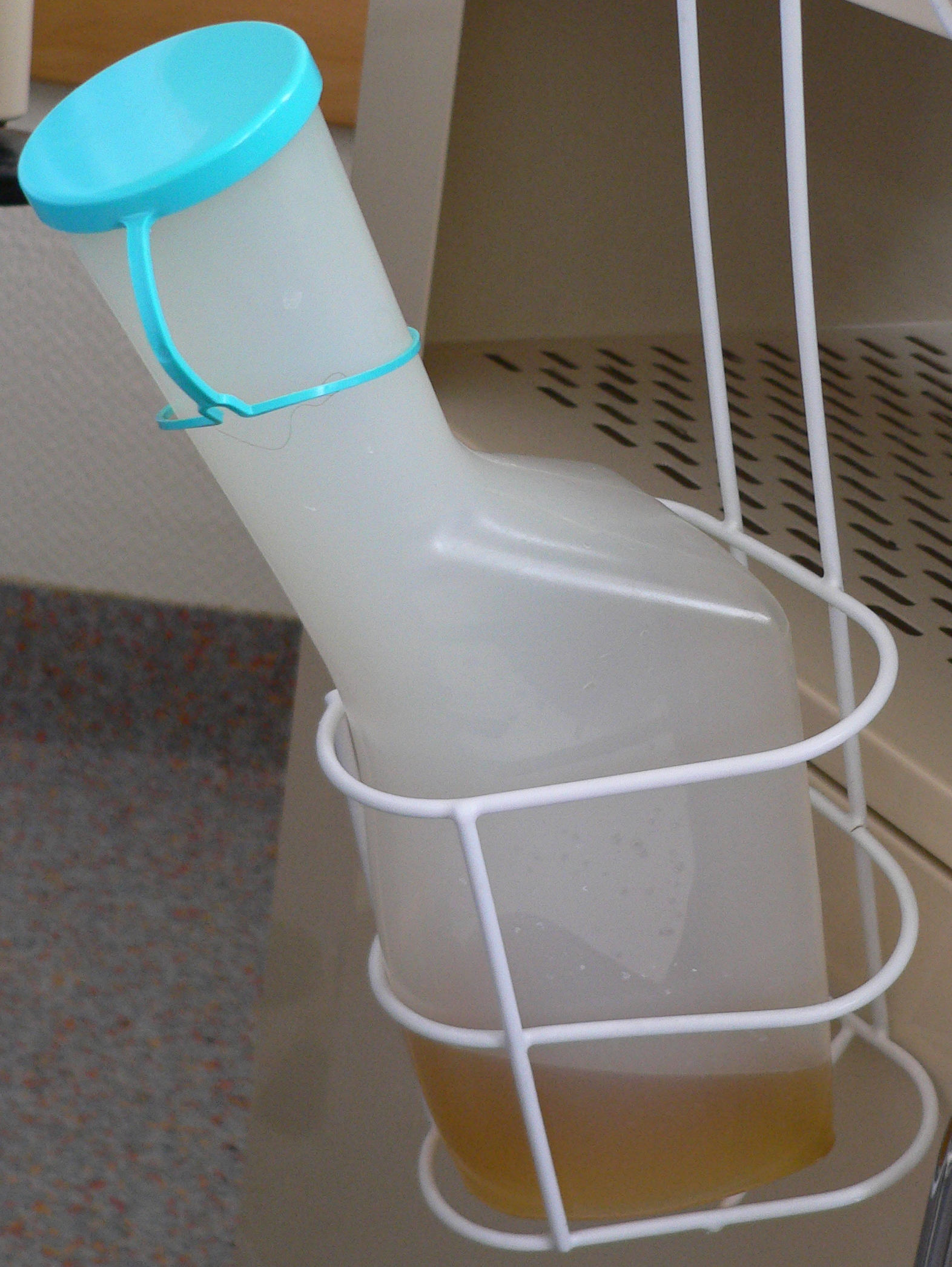
Typische Urinflasche, wie sie in Krankenhäusern verwendet wird

Die Urinuntersuchung, auch Uroskopie oder Harnschau (mittels Harnglas), ist eine der ältesten medizinischen Untersuchungen. Sie erlaubt Rückschlüsse auf den Zustand und die Funktionsfähigkeit von Niere und Blase, beispielsweise bei Niereninsuffizienz und Blaseninfektion. Während früher die Untersuchung mittels Beschreibung der Beobachtungen (Farbe, Trübungen, Ablagerungen durch den Blasenablass usw.), des Geruches und des Geschmackes (daher stammt auch die Diagnose Diabetes mellitus, da mellitus im Lateinischen „honigsüß“ bedeutet) erfolgte, so wird heutzutage die Erstuntersuchung in erster Linie mit Hilfe von Urin-Teststreifen durchgeführt. Damit kann man gleichzeitig und innerhalb von wenigen Minuten mehrere wichtige Befunde erheben. Durch einen Farbumschlag können näherungsweise der Gehalt an Proteinen, Glucose, Ketonen, Bilirubin, Urobilinogen, Urobilin sowie der pH-Wert bestimmt werden, auch wird der Urin auf Vorhandensein von Blut und Entzündungszellen getestet. Die Zusammenstellung dieser Ergebnisse wird als Urinstatus bezeichnet.
Mit Hilfe des Urinstatus können Frühsymptome dreier großer Krankheitsgruppen erkannt werden:
- Erkrankungen der Nieren und ableitenden Harnwege (Nierensteine, Nierentumoren, Entzündungen, …)
- Kohlenhydratstoffwechselstörungen (Diabetes mellitus)
- Leber- und hämolytische Erkrankungen.

Eine qualitative Harnuntersuchung weist nach, ob eine Substanz im Harn vorhanden ist oder nicht, während eine quantitative Untersuchung die genaue Menge des untersuchten Stoffes angibt. Eine semiquantitative Untersuchung gibt in etwa an, wie viel von einer Substanz im Harn vorhanden ist.
Der Urin eines gesunden Menschen sollte weder Proteine, Nitrit, Ketone noch Blutbestandteile wie Hämoglobin enthalten. Werden dort Substanzen, die normalerweise nicht im Urin vorkommen, nachgewiesen oder finden sich veränderte Konzentrationen, kann dies auf Stoffwechselerkrankungen wie Diabetes hinweisen.
Wird frischer Morgenurin zentrifugiert und dann unter dem Mikroskop betrachtet (Untersuchung des Urinsediments), sind verschiedene feste Bestandteile sichtbar. Dazu gehören beispielsweise Kristalle aus Harnsäure, Calciumsulfat und Calciumoxalat. Kristallisiertes Tyrosin oder Bilirubin sind hingegen Zeichen für Erkrankungen. Unter dem Mikroskop können neben den kristallisierten Substanzen auch zelluläre Bestandteile gefunden werden. Diese können Hinweise auf Tumoren von Nieren und ableitenden Harnwegen darstellen.
Durch spezielle Nachweistests kann die Einnahme von Medikamenten, Giften, Drogen oder Dopingsubstanzen im Urin nachgewiesen werden. Jedoch können diese Untersuchungen, die beispielsweise in der Suchttherapie eingesetzt werden, durch diverse Zusätze – wie Bleichmittel, Seife oder Kochsalz – verfälscht werden. Beim Schwangerschaftstest wird humanes Choriongonadotropin (hCG) nachgewiesen.
Bei Verdacht auf verschiedene Erkrankungen können hierfür spezifische Substanzen im Urin bestimmt werden. Hierfür wird meistens der 24-Stunden-Sammelharn verwendet. Beim Phäochromozytom weist man Katecholamine und deren Abbauprodukte nach. Der früher durchgeführte Test auf Vanillinmandelsäure ist aufgrund zu geringer Spezifität veraltet.
Die Menge des ausgeschiedenen Urins ist ein entscheidender Wert bei der Flüssigkeitsbilanzierung, bei der die Aufnahme von Flüssigkeiten mit der Ausscheidung (Urin, Schweiß, Perspiratio invisibilis) verglichen werden.

### Mittelstrahlurin
Für Untersuchungen wird bevorzugt der Mittelstrahlharn des Morgenurins benutzt, da dieser die enthaltenen Stoffe in größerer Konzentration enthält als tagsüber gewonnener. Nach einer anfänglichen Säuberung und eventuellen Desinfektion der Eichel beim Mann oder des Genitalbereichs bei der Frau wird der erste Strahl des Harns verworfen. Erst die folgenden Anteile werden aufgefangen und für die Untersuchung verwendet. Damit werden Beimengungen aus Verunreinigungen der äußeren Abschnitte der Harnröhre vermindert, die das Ergebnis verfälschen können. Bei weiblichen Probanden wird das Gewinnen von unverfälschtem Mittelstrahlurin durch die Anatomie der Vulva und die Sekrete des Genitals deutlich erschwert.

### Dreigläserprobe
Eine ähnliche Methode ist die Dreigläserprobe. Dabei werden der erste Strahl sowie der Mittelstrahl in separaten Gefäßen aufgefangen. Das dritte Glas wird nach leichter Prostata-Massage mit Urin – vermengt mit Prostata-Sekret – gefüllt. So lässt sich eine grobe Lokalisation beispielsweise von Blutungsquellen vornehmen. Der Inhalt des ersten Glases repräsentiert die Harnröhre, das zweite Glas die Harnblase und das dritte die Prostata.

### Weitere Sammelarten
Für spezielle Fragestellungen kann der Urin auch über einen Katheter oder durch direkte Punktion der Blase durch die Bauchdecke (suprapubische Blasenpunktion) gewonnen werden. Dieser ist normalerweise frei von Keimen der Umgebung oder der Harnröhre. Für einige Untersuchungen ist das Sammeln des Urins über 24 Stunden notwendig. Dies ist in der Regel der Fall bei der Analytik von Hormonen und deren Abbauprodukten, wie z. B. der Vanillinmandelsäure, Homovanillinsäure oder 5-Hydroxyindolessigsäure zur Diagnostik des Phäochromozytoms, Neuroblastoms oder Karzinoidsyndroms.

## Harnsteine

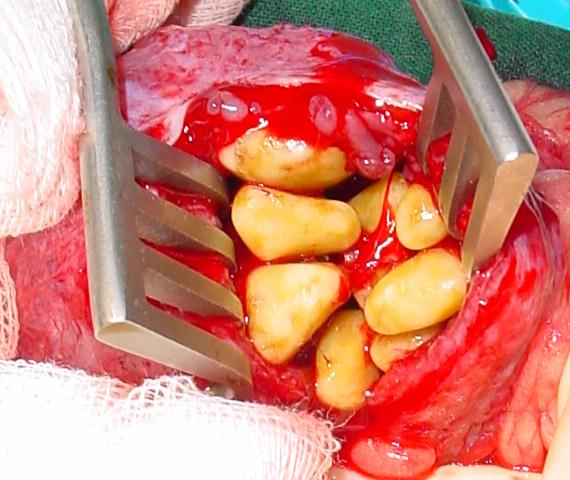
Harnsteine in der Blase eines Hundes, OP-Situs

Wenn im Urin gelöste Mineralsalze (beispielsweise Calciumcarbonat, Calciumphosphat oder Calciumoxalat) ausgefällt werden, können sich zunächst kleine Kristalle bilden, die sich allmählich zu größeren Gebilden zusammenfügen. Diese als Harn- oder Nierensteine bezeichneten Gebilde können sich entweder in den Nieren, im Harnleiter oder in der Harnblase ansammeln und starke Schmerzen (Kolik) verursachen. In den meisten Fällen (etwa 80 %) gehen sie nach Gabe von entkrampfenden oder schmerzstillenden Mitteln mit Hilfe von erhöhter Trinkmenge und körperlicher Bewegung von selbst ab. Seltener ist ein (manchmal auch nur endoskopischer) Eingriff notwendig und nur in extremen Fällen ist eine Behandlung durch Stoßwellen-Zertrümmerung (Extrakorporale Stoßwellen-Lithotripsie) nötig.

## Verwendung von Urin

### Als Reinigungsmittel
Urin, insbesondere „gefaulter“, wurde über Jahrtausende als Reinigungsmittel eingesetzt. So wurden in Rom an belebten Straßen amphorenartige Urinale aufgestellt, um den von den Wäschern benötigten Urin einzusammeln. Kaiser Vespasian erhob darauf eine spezielle Urinsteuer. Als sein Sohn Titus ihm daraufhin Vorwürfe machte, aus derartig stinkender Angelegenheit monetären Nutzen zu ziehen, soll er diesem eine Münze vor die Nase gehalten und „Pecunia non olet“ („Geld stinkt nicht“) geantwortet haben.
Gefaulter Urin wurde noch bis ins 20. Jahrhundert zum Entfernen des Wollfetts (Entschweißen) frisch geschorener Schafwolle und zum Walken von Wolltuchen eingesetzt, des Weiteren im Gerberhandwerk sowie für das Beizen von kupfergedeckten Dächern (Patina).

### Als Färbungsmittel

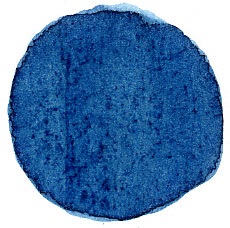
Extrakt aus Indigopflanzen

Große Bedeutung hat und hatte Urin auch für das Färberhandwerk. Aus dem Urin indischer Kühe, die ausschließlich mit Mangoblättern gefüttert wurden, wurde durch Verdampfen das Indischgelb (Magnesiumeuxanthat, ein Magnesiumsalz der Euxanthinsäure, Summenformel C19H16O11Mg · 5 H2O) gewonnen. Seine Herstellung ist in Indien bereits seit dem 15. Jahrhundert bekannt.
Im 18. Jahrhundert gelangte der Farbstoff dann auch nach Europa. Seit Beginn des zwanzigsten Jahrhunderts hat diese Herstellungsmethode jedoch aufgrund von Tierschutzbedenken an Bedeutung verloren. Außerdem diente menschlicher Urin zur Gewinnung von Indigoblau. Dazu wurden die Blätter des Färberwaids in Kübeln mit Urin vergoren. Die Färbung von Textilien mit Urin und Indigo nennt man Küpenfärbung. Dabei macht man sich die reduzierende Wirkung des Urins zu Nutze, um Indigo löslich zu machen und den Farbstoff so in die Faser zu bringen.

### Als Pflanzennährstoff
Durch den Gehalt an Stickstoffverbindungen (bei Säugetieren einschließlich der Menschen vor allem Harnstoff, Harnsäure und Kreatinin), Phosphaten sowie Kalium- und Calciumsalzen u. a. m. kann Urin als Lieferant von Pflanzennährstoffen dienen. Dieser Gehalt ist i. d. R. so hoch, dass Pflanzen durch Begießen mit unverdünntem Urin geschädigt oder sogar zum Absterben gebracht werden können, sie „verbrennen“. Verdünnt, z. B. mit der acht- bis zehnfachen Menge Wasser, stellt Urin hingegen einen stark wachstumsfördernden Dünger dar.
In Gebieten mit sehr geringen Niederschlägen kann der – je nach Ernährung unterschiedlich hohe – Kochsalzgehalt des Urins allerdings zu einer Versalzung des Bodens führen. Da Urin aufgrund des hohen Pflanzennährstoffanteils auch zur Überdüngung von Gewässern beiträgt, gibt es inzwischen weltweit Projekte, diesen Nährstoffgehalt durch entsprechende technische Maßnahmen nutzbar zu machen.

### Trinkwassergewinnung
Urin kann durch Destillation zu Trinkwasser verarbeitet werden, um einer Dehydratation entgegenzuwirken. Das wird zum Beispiel auf der Internationalen Raumstation (ISS) getan, um die Astronauten im Weltraum mit genügend Trinkwasser versorgen zu können und zusätzliche Versorgungsflüge zu sparen.
Auch kann das Destillieren von Urin in wasserarmen Regionen eine wichtige Überlebensstrategie im Sinne des Bushcrafting sein, sofern es keine andere Wasserquellen gibt. Nicht oder falsch destillierter Urin eignet sich nicht als Trinkwasserersatz, schadet den Nieren und steigert den Durst. Zum Destillieren eignen sich auch Solardestillen. Aktivkohlefilter können den Harnstoff nur wenig adsorbieren.
Urin wie auch andere Flüssigkeiten in einer Abwasserleitung können durch eine Kläranlage gereinigt und als Uferfiltrat teilweise wieder zu Trinkwasser werden.

### Medizinische Verwendung
In der Medizin wurden Urin und aus Urin gewonnene Substanzen vielfältig eingesetzt. So wurde in Kriegs- und Katastrophenfällen Urin als wirkungsvolles Wunddesinfektionsmittel verwendet. Um 1500 empfahl der ostschwäbische Wundarzt Jörg zu Pforzen ein aus Salz und dem Sediment von Knabenurin hergestelltes Pulver zur Behandlung des Pannus (Überwachsung der Augenhornhaut). Heute können aus dem Urin von postmenopausalen Frauen Gonadotropine gewonnen werden, die zur Therapie von Fruchtbarkeitsstörungen eingesetzt werden können.
Im alternativmedizinischen Bereich wird die „Eigenurintherapie“ angewandt. Hierbei werden dem eigenen (Morgen-)Urin Fähigkeiten zur Heilung verschiedener Krankheiten zugeschrieben. Durch Trinken, äußerliche Anwendung oder Injektion sollen Krankheiten wie Asthma, Neurodermitis oder Cellulite und andere geheilt oder zumindest gelindert werden. In Deutschland hat unter anderem Carmen Thomas in ihrem Buch Ein ganz besonderer Saft – Urin dafür plädiert, Eigenurin zu trinken.
Nachweise für einen positiven Effekt der Eigenurintherapie gibt es nicht.
Die arabische Tradition kennt die Verwendung von Kamelurin als Heilmittel. Das geht auf eine Hadith des Propheten Mohammed zurück.
In jüngerer Zeit wurde von Forschern in Arabien eine krebsmindernde Wirkung von Kamelurin behauptet. Im Juli 2015 warnte die WHO vor dem Trinken von Kamelurin, weil dadurch die Gefahr einer Ansteckung mit MERS besteht.
Da pathogene Prionen – falsch gefaltete Proteine, die Krankheiten wie BSE oder Scrapie auslösen können – im Urin gefunden wurden, unterliegt die Gewinnung von Arzneien aus menschlichem Urin strengen Vorschriften. Menotropin aus humanem Urin muss wegen möglicher CJK-Ansteckungsgefahr mit einem Warnhinweis versehen werden; es sind aber noch keine Ansteckungen via menschlichem Urin bekannt.
Nach Ergebnissen des Schweizer Prionenforschers Adriano Aguzzi sind im Urin enthaltene Prionen die derzeit aktuelle Erklärung dafür, weshalb Prionenkrankheiten bei Schafen, Elchen und Hirschen relativ hohe Ansteckungsraten besitzen – schließlich ernähren sich diese Wildtiere nicht von Tiermehl. Allerdings fand man die Prionen im Urin nur, wenn eine Nierenentzündung vorlag.

### Kommunikation und Markierung im Tierreich

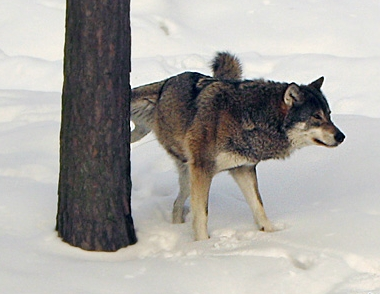
Sein Revier mit Urin markierender Wolfsrüde

Tiere verwenden Urin auch zur Kommunikation (Chemokommunikation). Am bekanntesten dürfte dabei der Hund sein, der, wie viele andere Tiere, sein Revier durch die Abgabe einer kleinen Urinmenge an markanten Stellen abgrenzt. Bei einigen Katzen wie Leopard oder Gepard und den meisten Huftieren erkennt das Männchen am Geruch des Urins, ob das Weibchen paarungsbereit ist. Beim Abbau des enthaltenen Harnstoffs in der Umwelt entsteht durch Hydrolyse das stechend riechende Gas Ammoniak.

### Sexuelle Vorliebe
Die sexuelle Vorliebe zu Urin wird auch als Urophilie oder Undinismus bezeichnet. Dabei wird der Prozess des Urinierens oder der Urin selbst als erotisch und sexuell stimulierend erlebt. Auch Urophagie, der Lustgewinn durch orale Aufnahme von Urin (sogenanntem „Natursekt“), kann damit verbunden sein. In der entsprechenden Szene sind auch die Bezeichnungen Natursekt (oftmals auch mit „ns“ abgekürzt), Watersports, Pissing, Peeing, Golden Shower, Golden-Waterfalls und Wet-Games verbreitet. Da diese sexuelle Vorliebe deutlich von der empirischen Norm abweicht, wird auch von einer Paraphilie gesprochen.

### Psychische und soziale Aspekte des Urinierens
Zu psychischen und sozialen Aspekten des Urinierens siehe Harnlassen.